# Jacek Zacharewicz
Jacek Paweł Zacharewicz (ur. 15 grudnia 1964 w Radomsku) – polski polityk, poseł na Sejm VI kadencji, samorządowiec.

## Życiorys
Z wykształcenia ekonomista, ukończył studia na Wydziale Ekonomiczno-Społecznym Uniwersytetu Łódzkiego. Zajmował stanowisko prezesa zarządu Banku Spółdzielczego w Radomsku. W wyborach samorządowych w 1998 uzyskał mandat radnego powiatu radomszczańskiego z listy Akcji Wyborczej Solidarność. W 2006 z ramienia Platformy Obywatelskiej został wybrany na radnego sejmiku łódzkiego.
W wyborach parlamentarnych w 2007 uzyskał mandat poselski z listy PO. Kandydując w okręgu piotrkowskim, otrzymał 9579 głosów. W wyborach w 2011 bezskutecznie ubiegał się o reelekcję. W 2014 bez powodzenia kandydował ponownie do sejmiku województwa. W 2018 został natomiast wybrany w skład rady powiatu radomszczańskiego.